# Denia Mazzola Gavazzeni
Denia Mazzola Gavazzeni (Bottanuco, 4 febbraio 1953) è un soprano italiano.
Nata Denia Mazzola, è vedova del direttore d'orchestra Gianandrea Gavazzeni che ha sposato il 5 agosto 1991. Canta dal 1982 sulle scene internazionali più prestigiose. Nel 2005 ha fondato l'associazione culturale Ab Harmoniae Onlus "musica per la solidarietà", che presiede sia per la sede italiana che per quella francese e monegasca. Con l'associazione Ab Harmoniae Onlus ha riscoperto opere e compositori ingiustamente dimenticati e realizzato attività musicali presso comunità disagiate quali carceri, ospedali, unità di cure palliative. È membro attivo del Soroptimist International - Club Milano alla Scala - associazione che opera attraverso progetti diretti all'avanzamento della condizione femminile, la promozione dei diritti umani, l'accettazione delle diversità, lo sviluppo e la pace.

## La formazione
Frequenta da esterna il Conservatorio di Verona, docente il soprano Rina Malatrasi, moglie del baritono Ferdinando Li Donni. In seguito si specializza con Rodolfo Celletti e col soprano Leyla Gencer per proseguire il percorso formativo da autodidatta.

## Il debutto
Nel 1981 e 1982 vince a Rieti il Concorso Mattia Battistini istituito nel 1980 da Maurizio Rinaldi e dall'attrice Franca Valeri. Debutta coi ruoli di Gilda nel Rigoletto di Giuseppe Verdi e di Lucia in Lucia di Lammermoor di Gaetano Donizetti.

## L'attività
Canta in Italia e all'estero dal 1982, esibendosi in teatri nazionali e internazionali, fra i quali il Teatro alla Scala di Milano, l'Accademia Nazionale di Santa Cecilia di Roma, il Teatro Comunale di Firenze, La Fenice di Venezia, il Teatro San Carlo di Napoli, il Teatro Massimo di Palermo, il Metropolitan Opera di New York, Opernhaus Zurich, Grand Theatre Geneve, Wiener Staatsoper, Salzburg Festpielhaus, Radio France Paris, Opera Comique Paris, Smetana Theater Prague, Hannover Opera, Hambur Opera, Reykjavik Opera, Liceo Barcelona, Euscalduna Bilbao, Pretopria State Theater, Rio de Janeiro Opera, Bellas Arte Mexico City, Santiago Opera, Greek Opera, Royal Opera House e molti altri.
Al debutto nel ruolo di Gilda in Rigoletto, diretta  da Maurizio Rinaldi e regia di Franca Valeri, fanno seguito, nel corso dei primi dieci anni di attività artistica, molti importanti ruoli del repertorio belcantistico: da La sonnambula a Don Pasquale a Così fan tutte, Don Giovanni, La Fille du Regiment, Il barbiere di Siviglia, L'elisir d'amore. Seguono dal 1990 al 1993 ruoli di spessore drammatico più accentuato, in particolare numerosi ruoli donizettiani.
Dal 1994 abbandona i ruoli di "coloratura" per immergersi nel repertorio lirico della Scapigliatura, del Naturalismo e del Verismo fra cui diverse interpretazioni Veriste e post Veriste quali Parisina di Mascagni, Marion Delorme e Gioconda di Ponchielli, Loreley di Catalani, Risurrezione di Alfano, Cassandra di Vittorio Gnecchi, Cecilia di Licinio Refice, Cavalleria rusticana di Monleone Cavalleria Rusticana e Iris di Mascagni, La Falena di Smareglia, L'Incantesimo di Montemezzi, L'enfant prodigue di Debussy e interpretazioni straussiane quali Rosenkavalier, Ariadne auf Naxos, Capriccio.
Ha inciso per Ricordi, Fonit Cetra, Ariston Records, Nuova Era, Bongiovanni, Kikko Music, Agora, Koch Schwann, WestDeutscheRundfunk, OsterreicheRundfunk, SABC, Actes Sud, Universal Records.
Nel 2010 inizia la nuova attività di docente di Arte Scenica presso il Conservatorio P.L. da Palestrina di Cagliari.
Successivamente è nominata docente di canto presso i Conservatori di Musica A. Vivaldi di Alessandria, F.A. Bonporti di Trento e Riva del Garda, Luca Marenzio di Brescia.
È attualmente docente di Canto lirico presso il Conservatorio di Musica di Vicenza “Arrigo Pedrollo”.
Denia Mazzola Gavazzeni è docente-ospite per masterclass di Canto e Arte scenica in Estonia, Lituania, Lettonia; è imminente il suo master di canto in New York.

## Premi e riconoscimenti
Le sono stati assegnati prestigiosi Premi e Riconoscimenti fra cui:
- Platinum -  dall’Accademie du Disque Lyrique - Paris - per la sua prestigiosa incisione di Parisina/Mascagni
- Medaglia d’Oro -  Ville de Nice (Fr) per meriti culturali e solidali
- “Paul Harris Fellow” - dal Rotary Club di Firenze per meriti culturali solidali.
- .”Laurea Honoris Causa” - Musa Euterpe - dall’Accademia Internazionale “Le Muse” di Firenze
- “Premio “Alfieri” - dalla Fondazione Centro Studi Alfieriani per la sua interpretazione di Mirra di Alaleona/Alfieri.
- .”V Premio “Donizetti” da Fondazione Donizetti di Bergamo
- “Siola d’Oro” - da Fondazione Lina Pagliughi
- ”Mascagni d’Oro”
- ”Gigli d’Oro”
- .”Giuseppina Strepponi"
- "Ghirlandina-Modena"
- Premio Città di Varese
- “Premio alla Carriera” Isola d'Elba.
- ”Ester Mazzoleni” - Palermo
- ”Una vita per la Musica” - Diano Marina